# Turner Layton
Turner Layton, né John Turner Layton, Jr. le 2 juillet 1894 à Washington D.C. aux États-Unis et mort le 6 février 1978 à Londres, est un compositeur, pianiste et chanteur Afro-américain ayant notamment travaillé avec Henry Creamer.

## Biographie
Turner Layton est né d'un père vétéran de la guerre de Sécession ayant déjà travaillé en tant que directeur musical de plusieurs écoles publiques du district et d'une mère enseignante,. Layton étudie à l'école dentaire de l'Université Howard avant de finalement s'orienter dans la musique,.
Layton rencontre vers 1916 Henry Creamer, à un moment où ce dernier connait une période difficile. Henry Creamer est une personnalité aux multiples talents : parolier, chanteur, danseur, acteur, réalisateur, producteur et impresario. En 1917, Layton & Creamer écrivent des chansons pour les Ziegfeld Follies. Entre 1918 et 1924, le duo écrit plus d'une soixantaine de chansons.

## Œuvres principales
- After You've Gone